# Joseph DePietro
Joseph DePietro, né le 8 juin 1914 et mort le 19 mars 1999, est un haltérophile américain qui fut à la fois champion du monde (à Philadelphie en 1947) et champion olympique (Jeux olympiques d'été de 1948 à Londres) dans la catégorie −56 kg. Il a également remporté une médaille de bronze au championnat du monde à Scheveningen en 1949.